# Wappenkünstler

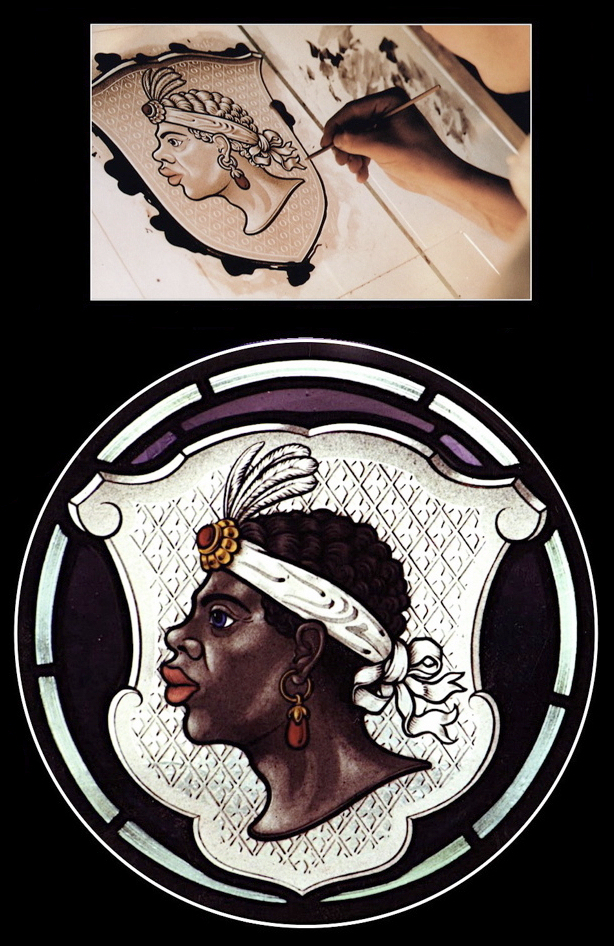
Wappenkünstler bei der Arbeit an einem Wappen, das nicht nach den strengen heraldischen Regeln mit dem Werkstoff Glas umgesetzt wird.

Als Wappenkünstler werden allgemein kreativ tätige Personen bezeichnet, die Wappen entwerfen oder anfertigen. In der Heraldik (Wappenkunde) wird unter einem Wappenkünstler diejenige Person verstanden, die ein Wappen gemäß den traditionellen Regeln der Wappenkunde unter besonders künstlerisch wertvollen Aspekten entwirft und/oder anfertigt. Ein Wappenkünstler kann eine in der Heraldik besonders erfahrene Person sein und wird dann als Heraldiker bezeichnet.

## Definition
Die Definition eines Wappenkünstlers ist weit gefächert und deckt ein breites Spektrum an Aktivitäten ab. Diese basieren zumeist auf dem grafischen Anfertigen (Aufriss) von Wappen. Darüber hinaus kann sich ein Wappenkünstler mit speziell einer oder mehreren Formen der künstlerischen Herstellung und Darstellung von Wappen auf und mit beliebigen Materialien (Metall, Stein, Papier, Glas sogar Haut) auseinandersetzen. Heraldische Tätigkeiten wie das Bewahren, Dokumentieren, Blasonieren und Prüfen von Wappen sind keine ureigenen Aufgabe eines Wappenkünstlers, allerdings unterstützen ihn Kenntnisse darin bei seiner Tätigkeit.
- Zum Betätigungsfeld eines Wappenkünstlers gehört primär die Erarbeitung und Gestaltung oder das sogenannte Aufreißen eines Wappens, das ist in der Heraldik der Bereich Wappenkunst. Konnotationen des Wappenkünstlers sind die des Wappenhandwerkers, Wappenherstellers, Wappendesigners, Wappengestalters.
- Der Begriff Heraldiker, der wie der Begriff Wappenkünstler als Berufsbezeichnung nicht geschützt ist, bezeichnet dagegen Personen, zu deren Betätigungsfeld neben der Wappenkunst gleichwertig auch die Bereiche Wappenkunde, Wappenrecht, Wappengeschichte, Wappenprüfung und Blasonierung sowie Heraldik als Hilfswissenschaft gehören.[3] Andere Bedeutungen des Heraldikers sind die des Wappengelehrten, Wappenprüfers, Wappenwissenschaftlers, Wappenherolds, Wappenforschers, Wappenkundigen, Wappenexperten.

Weil sich jeder „Wappenkünstler“ und „Heraldiker“ nennen darf, werden die Bezeichnungen bis heute im Spannungsfeld von Tradition und Moderne und der historischen Tätigkeit eines Herolds kontrovers diskutiert.

## Geschichte

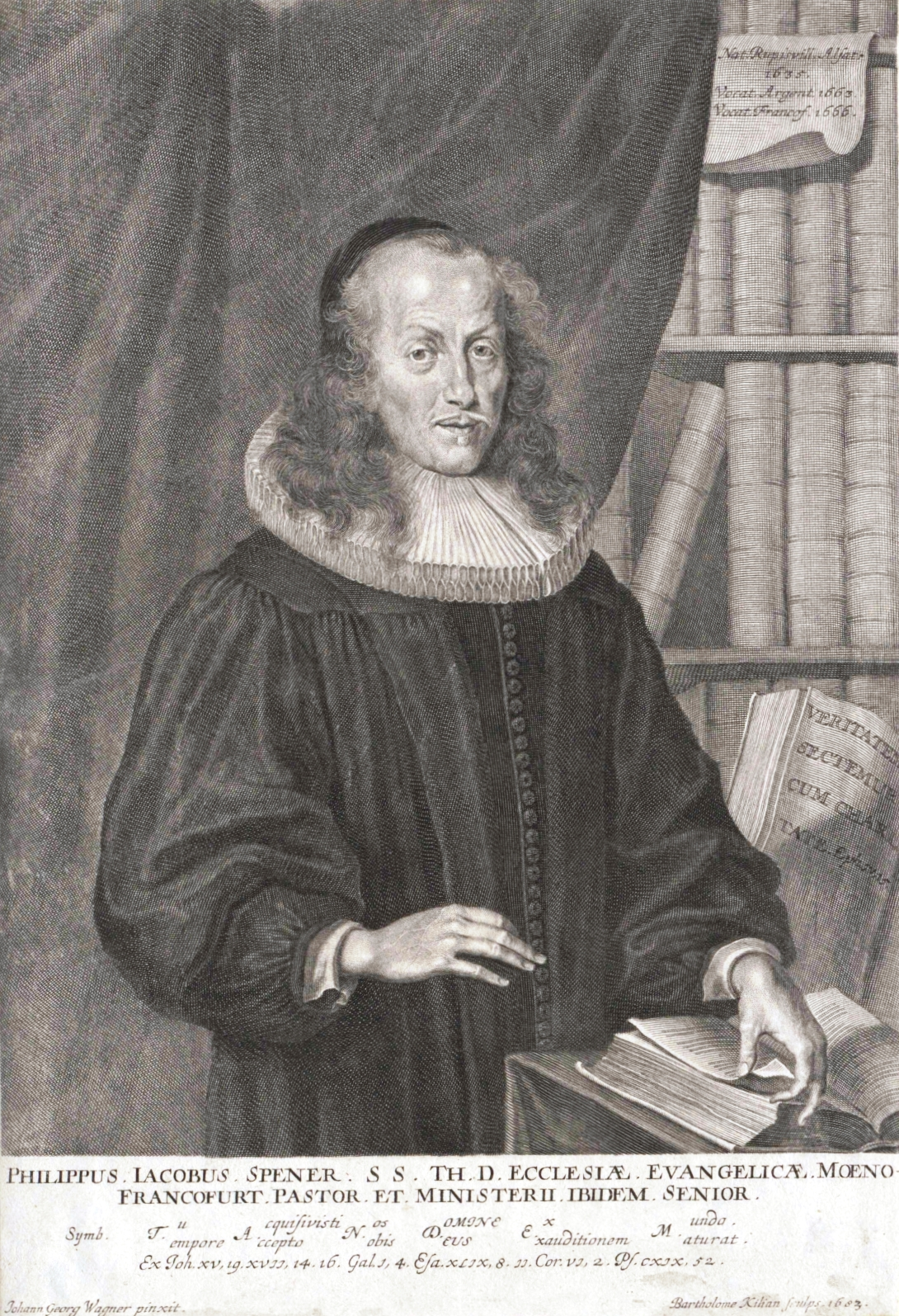
Philipp Jacob Spener (1683): Er gilt als (vor)wissenschaftlicher Begründer der Heraldik in Deutschland.

Die Begriffe Wappenkünstler und Heraldiker sind erst in der Moderne gebräuchlich. In den Hauptperioden der Heraldik (11. bis 16. Jahrhundert) wurde niemand, der Wappen entwarf, sich mit dem Wappenwesen beschäftigte oder Wappen auf Rüstungen, Kunstwerken oder Geräten aller Art anbrachte, so bezeichnet. Am ehesten ist dies für einen Herold zutreffend (ab dem 14. Jh. als solcher bezeugt), auf den die Bezeichnung Heraldik zurückgeht.
Die Ursprünge des Wappenkünstlers liegen zeitlich am Ende der Renaissance. „Künstler von Rang, wie Martin Schongauer († 1488), Albrecht Dürer († 1528), Hans Burgkmaier († 1531), Hans Holbein d. J. († 1543), Lucas Cranach d. Ä. († 1553), Virgil Solis († 1562) und Jost Amman († 1591), beschäftigten sich mit der Heraldik und hinterließen vorbildliche Wappenzeichnungen …“ Als eigene Bezeichnung konnte sich der Ausdruck aber erst nach der Verfallszeit der Heraldik (1650–1850), im Anschluss an die Aufklärung und während der wissenschaftlichen Aufarbeitung der Heraldik etablieren.
Ähnliches gilt für den Begriff Heraldiker. Dieser konnte sich erst durchsetzen, nachdem Friedrich I. von Preußen Christian Maximilian Spener, den ältesten Sohn des Theologen und berühmten Heraldikers Philipp Jakob Spener, als heraldischen Berater nach Berlin bestellte. Der König gründete dort bei der Ritterakademie eine Professur für Heraldik (1705) und übertrug sie dem jüngeren Spener: „Dies war der erste Versuch in Deutschland, die Heraldik als Gegenstand des Unterrichts auf Hochschulen einzuführen. Er wurde zunächst 1711 in Leipzig und bald an andern deutschen Universitäten nachgeahmt.“
Beide Begriffe werden heute auch rückdatiert und für Personen gebraucht, die diese Ausdrücke selber gar nicht kannten oder sogar für sich verwarfen, so bezeichnete sich einer der bekanntesten Wappenkünstler, Otto Hupp als Handwerker und nicht als Wappenkünstler oder Heraldiker.

## Ausbildung
Es gibt heute an Hochschulen, Fachhochschulen und Kunsthochschulen in Deutschland keine dezidierte Ausbildung zum Wappenkünstler oder Heraldiker. Heraldik gleichwie die anderen Hilfswissenschaften der Geschichte sind fester Bestandteil des Ausbildungsprogramms diverser Studienrichtungen wie der Geschichtswissenschaft und der Archivkunde.
Eine fehlende dezidierte Ausbildung ermöglicht es zahlreichen Autodidakten und Quereinsteigern aus anderen Berufen (zumeist der Bildenden Kunst oder dem Kunsthandwerk), die Wappenkunst und die Wappenkunde teils kommerziell, teils ehrenamtlich, teils als Hobby zu betreiben.
- Wer als Wappenkünstler angesehen wird, hängt entscheidend davon ab, wie seine Werke den Regeln der ursprünglichen Heraldik folgen. Ein von Fachkreisen anerkanntes Qualitätsmerkmal für einen Wappenkünstler ist, ob mehrere seiner Werke in den führenden deutschen Wappenrollen registriert sind. Ob die Tätigkeit des Wappenkünstlers amtlich, beruflich, privat, freischaffend oder als Hobby ausgeübt wird, ist für einen heraldisch-künstlerischen, heraldisch-wissenschaftlichen Qualitätsanspruch irrelevant.
- Es wurden in der Vergangenheit mehrere vereins- und verbandsbegrenzte Versuche unternommen, die Güte der Tätigkeit eines Heraldikers durch selbstdefinierte Prüfungen, Seminarteilnahmen, Zertifizierungen, Diplome, Siegel und so weiter auszuweisen.[8]

## Bekannte Heraldiker
- Johann Siebmacher, auf ihn geht das Wappenbuch zurück (~1561–1611)
- Friedrich Warnecke, Gründer des heraldischen Vereins „Herold“ und Initiator des Heraldischen Vereins „Zum Kleeblatt“ (1837–1894)
- Hugo Gerard Ströhl, Verfasser der „Deutschen Wappenrolle“, der „Österreichisch-Ungarischen Wappenrolle“ und des Heraldischen Atlas – einem Musterbuch des Wappenwesens (1851–1919)
- Otto Hupp, malte über 6.000 Wappen und schrieb mehrere Bücher zur Heraldik (1859–1949)
- Wolfgang Pagenstecher, Schöpfer des Landeswappens von Nordrhein-Westfalen (1880–1953)
- Albert de Badrihaye, flämischer Maler/Grafiker, später in Deutschland Professor, malte an die 450 Familienwappen und über 70 Gemeindewappen des Landkreises Wesermünde (1880–1976)
- Gustav Völker, erhielt das Verdienstkreuz 1. Klasse des Niedersächsischen Verdienstordens (1889–1974)
- Immanuel Knayer, entwarf mehrere Kommunalwappen Baden-Württembergs (1896–1962)
- Alfred Brecht, entwarf wie Völker viele Kommunalwappen in Niedersachsen (1904–1983)
- Klemens Stadler, Verfasser zahlreicher Veröffentlichungen über das kommunale Wappenwesen (1908–1975)
- Ottfried Neubecker, einer der bekanntesten Heraldiker der Moderne (1908–1992)
- Heinz Ritt, Schöpfer der neueren hessischen Kommunalheraldik, wegweisend in Deutschland (1918–2010)
- Gert Oswald, Autor des Lexikons der Heraldik (1944–1996)
- Jörg Mantzsch, Mitglied des HEROLD (* 1953)
- Uwe Reipert, Mitglied des HEROLD (* 1960)